# 釘頭斑蚜
釘頭斑蚜（学名：Tuberculatus capitatus）为斑蚜科側棘斑蚜屬下的一个种。